# الن اوسی

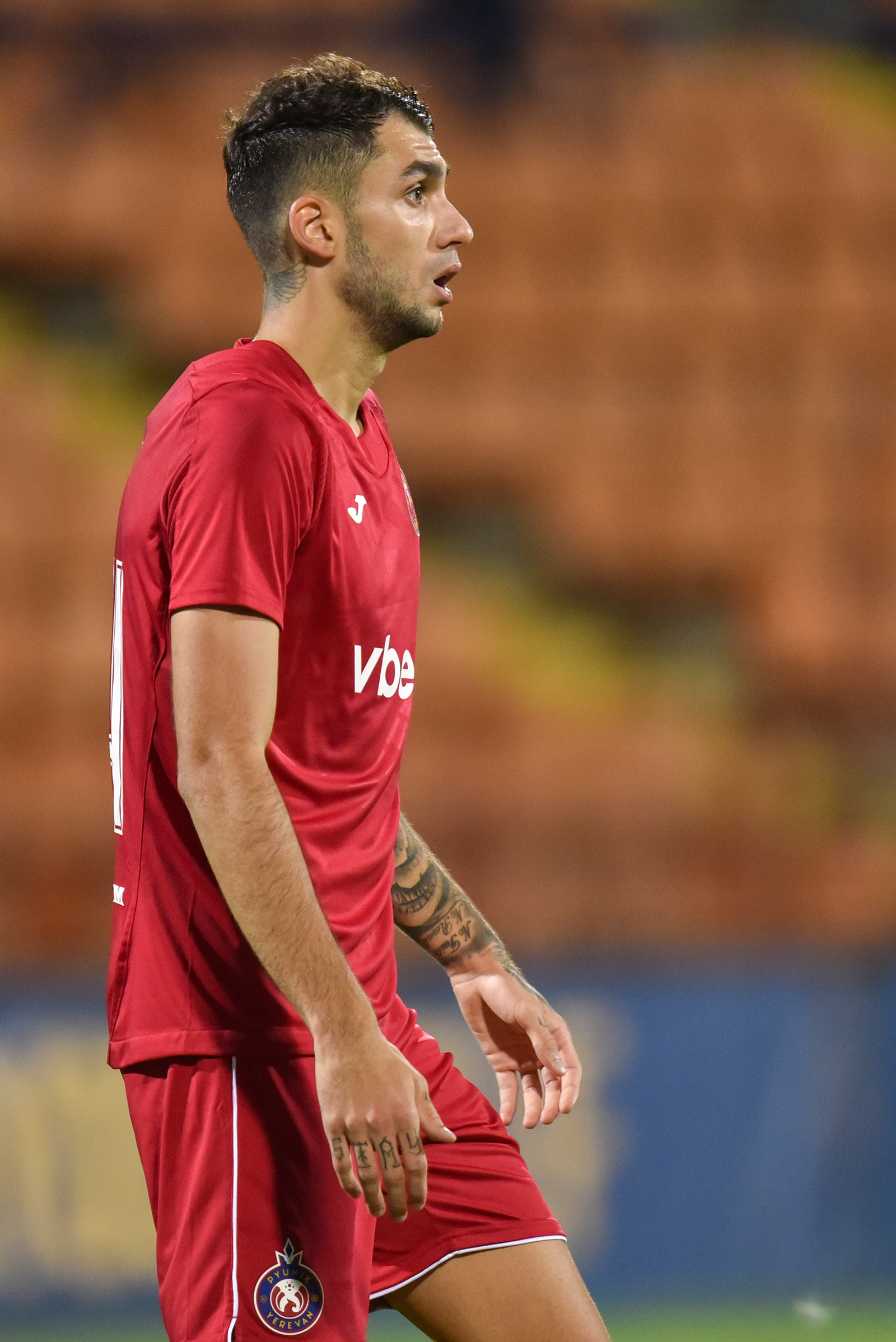
الن اوسی در سال ۲۰۲۲

الن اوسی (اوکراینی: Алан Гозанович Ауссі؛ زادهٔ ۳۰ ژوئن ۲۰۰۱) بازیکن فوتبال اهل اوکراین است.
از باشگاه‌هایی که در آن بازی کرده‌است می‌توان به باشگاه فوتبال اسلوان لیبرتس، باشگاه فوتبال تورپیدو-بلاز ژودزینا، و باشگاه فوتبال دینامو کی‌یف اشاره کرد.
وی همچنین در تیم‌های ملی فوتبال Ukraine national under-17 football team و Ukraine national under-19 football team بازی کرده‌است.